# Slavko Pregl
Slavko Pregl [prégəl], slovenski mladinski pisatelj, pripovednik, basnopisec, založnik in urednik, * 9. september 1945, Ljubljana.

## Življenje
Z novinarskim in literarnim delom je začel v gimnaziji, ko je deloval kot urednik šolskega glasila Utripi. Ves čas urednikovanja se je ukvarjal s pisanjem. Pisal je humoristične črtice, basni, povesti, satire, ki so najprej izhajale v revijah in časopisih, za katere je dobil več priznanj. 
Diplomiral je na Ekonomski fakulteti v Ljubljani leta 1972. Med letoma 1969 in 1991 je bil zaposlen v založbi Mladinska knjiga. Od 1991 do 2002 je bil samostojni založnik, direktor založbe EWO. Od leta 2003 je imel status samozaposlenega v kulturi. 
V letih 1998 - 2002 je bil predsednik Društva slovenskih založnikov, od leta 2004 do marca 2008 je bil predsednik Društva Bralna značka. V letih od 2005 do 2007 je bil podpredsednik Društva slovenskih pisateljev, konec leta 2007 pa je postal predsednik omenjenega društva (do konca 2009). Bil je soustanovitelj gibanja Forum 21 in njegov podpredsednik od ustanovitve leta 2004. Leta 2009 je postal direktor Javne agencije za knjigo; to funkcijo je opravljal do upokojitve 2012.

## Delo
Za njegova dela je značilen realističen način pisanja. Njegova tematika vsebuje zabavne in napete pripovedi o mladih, pri čemer je njegova problematika tudi soočanje mladih s svetom odraslih. Za njegova mladinska dela so značilna vedrina, radoživost in humor. Med njegovimi številnimi deli izstopajo predvsem pripovedi o duhovitih skupnih pustolovščinah. Njegove literarne osebe pogosto temeljijo na resničnem življenju. V njegovih mladinskih delih je večkrat mogoče zaslediti temo, kako starši oziroma starejši gledajo na mlajšo generacijo in kakšen odnos imajo starši in otroci med seboj. Slavka Pregla vodi pereč motiv mladostnikov in otrok s problemi v družini in družbi.

## Priznanja in nagrade
- 1972 Srebrna ćivija na jugoslovanskem festivalu humorja in satire v Šabcu za zgodbo Zadnja želja
- 1973 Tretja nagrada na jugoslovanskem natečaju Radoje Domanović v Beogradu, za zgodbo Razkošje v glavi
- 1976 Levstikova nagrada za najboljšo prozno delo za otroke in mladino - Geniji v kratkih hlačah
- 1978 Druga nagrada za satiro na tečaju Primorskega dnevnika
- 2003 Nagrada za satiro Grand prix Aleko na mednarodnem tečaju v Sofiji za satiro Gordijski vozel
- 2004 Nagrada večernica za knjigo Srebro iz modre špilje
- 2005 Desetnica za knjigo Usodni telefon
- 2005 Nagrada Rastem s knjigo za najboljšo knjigo za sedmošolce - Šolsko poročilo
- 2007 Schwentnerjeva nagrada za življenjsko delo v založništvu
- 2010 Župančičeva nagrada za literarna dela za otroke in mladino
- 2010 Nagrada Rastem s knjigo za najboljšo knjigo za dijake višje stopnje - Geniji brez hlač
- 2014 Nagrada Rastem s knjigo za najboljšo knjigo za sedmošolce - Odprava zelenega zmaja
- 2016 Premija Jugra, Hantimansijsk, za najboljše mladinsko delo, prevedeno v ruščino (Geniji brez hlač)
- 2017 Levstikova nagrada za življenjsko delo[4]
- 2017 Red za zasluge za izjemen prispevek k slovenski kulturi in bralni kulturi mladih[5]